# Hachiko – En vän för livet
Hachiko - En vän för livet (originaltitel: Hachi: A Dog's Tale) är en dramafilm från 2009 av Lasse Hallström. Filmen är en nyinspelning av den japanska filmen Hachikō Monogatari från 1987, baserad på den sanna historien om den trofasta japanska hunden Hachikō.

## Handling
När akita-valpen kommer till sitt nya hem, dröjer det inte länge förrän han och hans husse är oskiljaktiga. Varje dag vid samma tid, när hans husse Parker Wilson (Richard Gere) slutar jobbet, står Hachikō och väntar på honom vid järnvägsstationen. Hunden blir en älskad familjemedlem. Men en dag får Hachikō vänta förgäves, hans husse kommer inte. Trots det väntar han troget på honom varje dag under de kommande nio åren. Hachikōs öde berör många människor, som passerar stationen och de hjälper honom med mat och varma ord. 
Flera år efter Parkers död återvänder hans fru Cate (Joan Allen) för att besöka Parkers grav. Hon ser då en gammal och sliten Hachiko som troget sitter och väntar vid järnvägsstationen. Cate sitter en stund tillsammans med Hachiko medan hon väntar på nästa tåg. Hachiko återvänder till järnvägsstationen senare på kvällen och sluter ögonen för sista gången. Då kommer Parker ut genom dörrarna som om inget hade hänt. De två vännerna återförenas medan deras själar stiger upp mot himlen, tillsammans för alltid. 
I slutet av filmen avslöjas berättelsen om den verkliga Hachiko som föddes i Odate, den 10 oktober 1923. Efter sin husse Hidesaburo Uenos död 1925, väntade Hachiko troget utanför järnvägsstationen i Shibuya. I närmare 10 år väntade Hachiko på sin bästa vän. Det framkommer i filmen att Hachiko dog den 8 mars 1934, men det korrekta årtalet är 1935. En bild på statyn utanför järnvägsstationen, som restes till minne av Hachiko är den sista bilden som visas innan eftertexterna rullar.

## Sverige
Filmen hade biopremiär i Sverige den 22 januari 2010 och släpptes på DVD i Sverige den 28 april 2010. Filmen är barntillåten.

## Tagline
A true story of faith, devotion and undying love. Översättning: En sann historia om tro, tillgivenhet och odödlig kärlek.
En vän för livet

## Rollista (i urval)
- Richard Gere - Parker Wilson
- Sarah Roemer - Andy Wilson
- Joan Allen - Cate Wilson
- Jason Alexander - Carl
- Cary-Hiroyuki Tagawa - Ken
- Erick Avari - Jess
- Robert Capron - Elev
- Davenia McFadden - Mary Anne
- Forrest - Hachiko (åldring)
- Chico - Hachiko (vuxen)
- Layla - Hachiko
- Kevin DeCoste - Ronnie
- Robbie Sublett - Michael
- Bates Wilder - Hundfångaren
- Tora Hallstrom - Heather
- Donna Sorbello - Myra